# Komarno (Dolnoslezské vojvodství)
Komarno je vesnice na jihu Polska položená mezi městy Jelení Hora a Wojcieszów. Má podlouhlý charakter, většina zástavby je podél silnice. Ve vsi se nachází palác a dva kostely. Mladší barokní kostel je zasvěcen svatému Josefovi, starší gotický pak Janu Křtitelovi. Stojí vedle sebe. Kostel svatého Josefa byl původně evangelický, kostel svatého Jana Křtitele katolický. Mezi nimi se nachází dva smírčí kříže a za katolickým kostelem ještě pozůstatky hřbitova. Všechny tyto památky jsou památkově chráněny.
Přes Komarno a jeho osadu Chałupy vedou dvě cyklostezky. Od kostelů směrem na sever, dále přes kopce až do Wojcieszówa prochází žlutá turistická značka. Severní část vesnic protíná červená turistická značka, která je součástí evropské dálkové trasy E3. Začíná zde též modrá turistická trasa, která pokračuje na západ a poté se stáčí na sever a vede na vrchol Okole.
První zmínka o vsi spadající dnes do gminy Janowice Wielkie spadá do roku 1305.

## Galerie

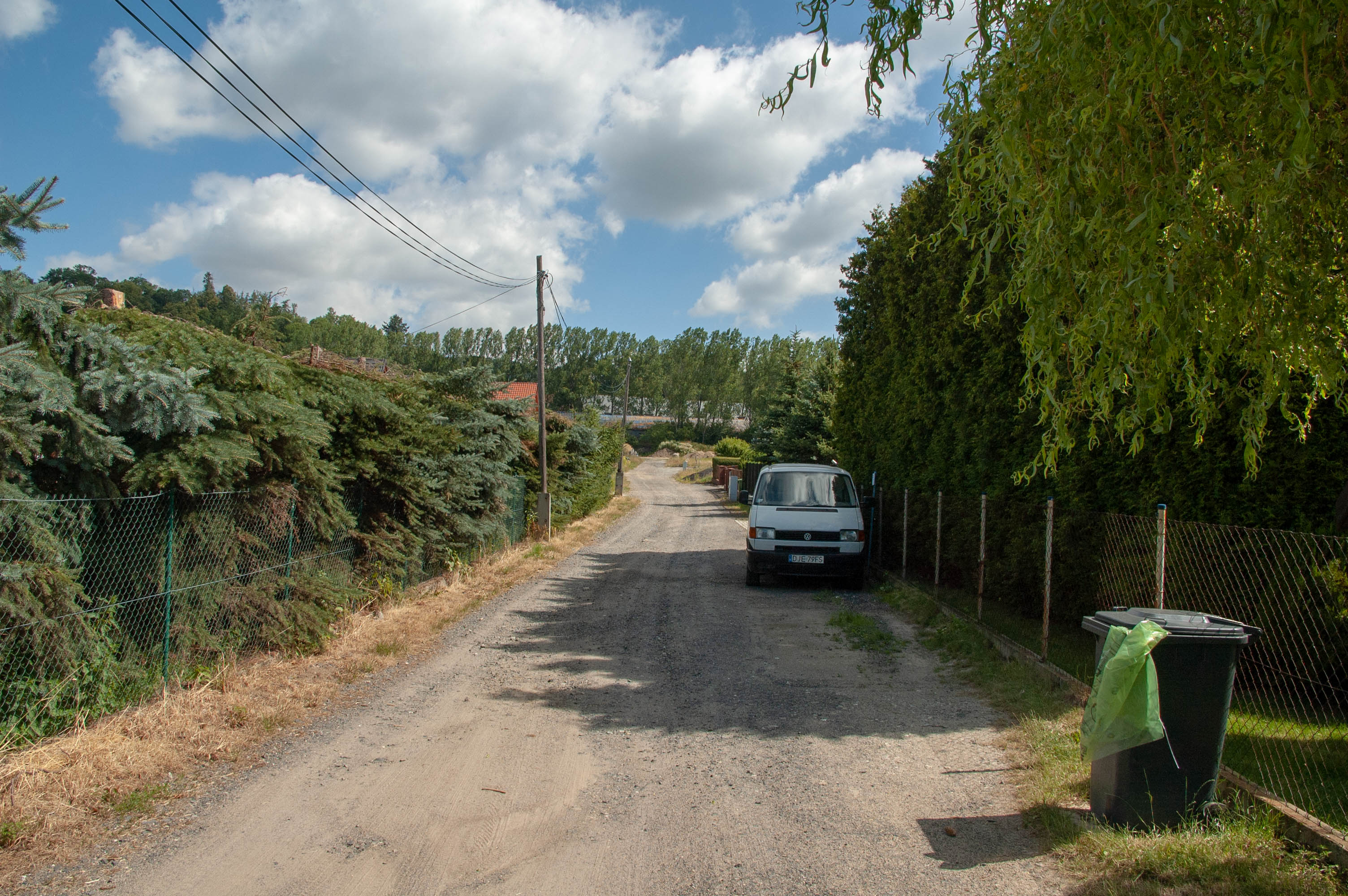
Cesta
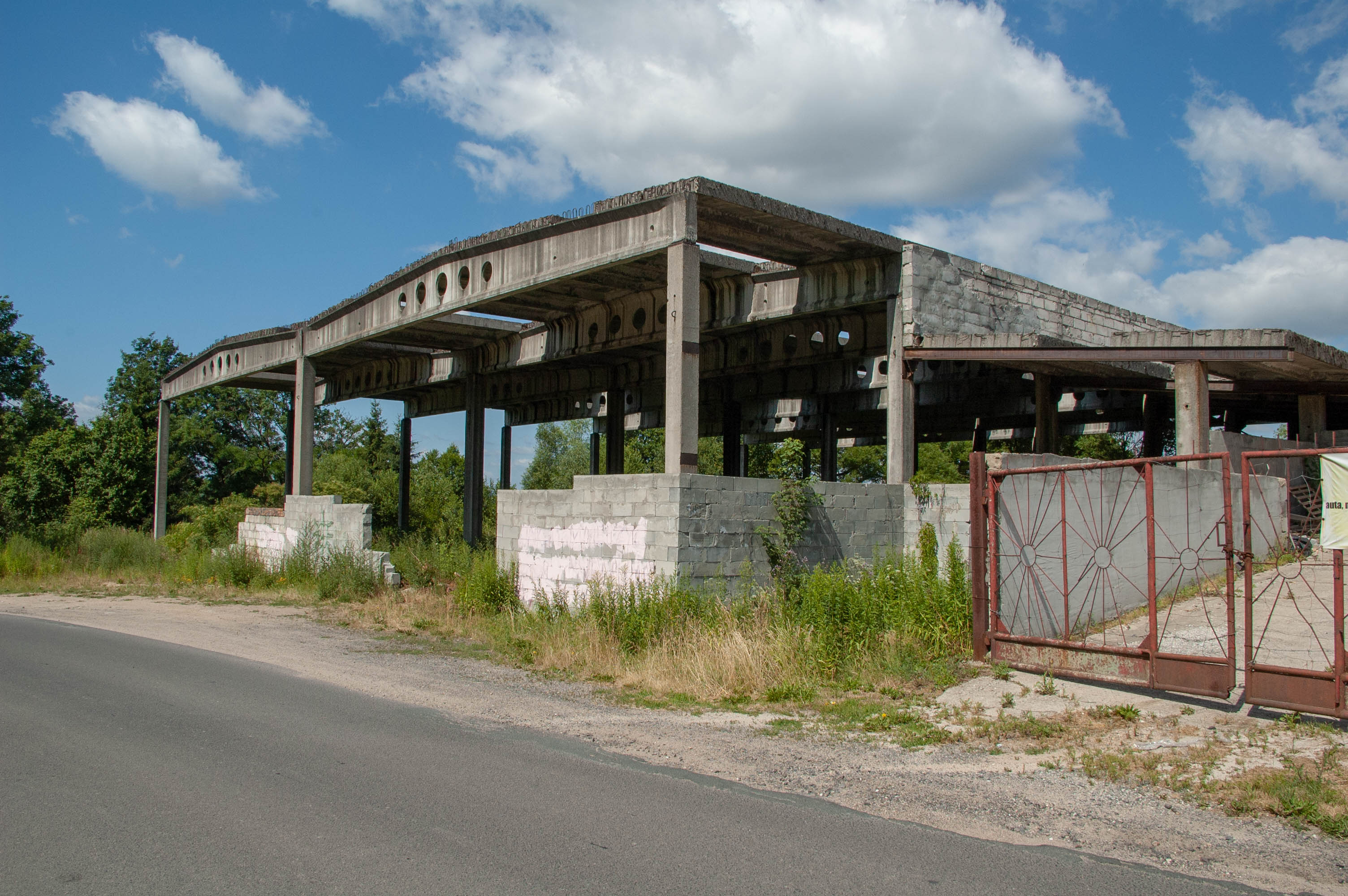
Opuštěný objekt
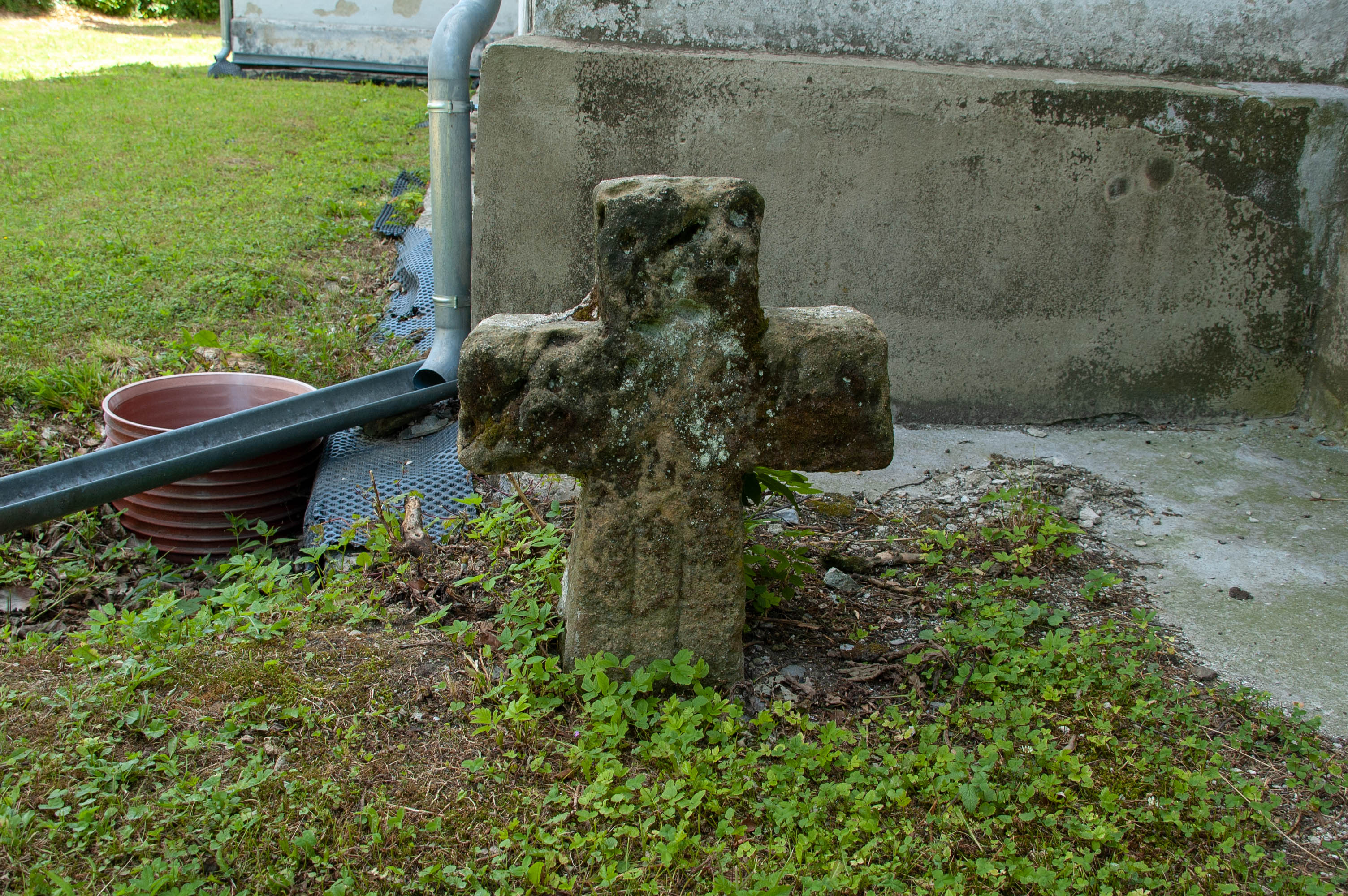
Smírčí kříž u kostela
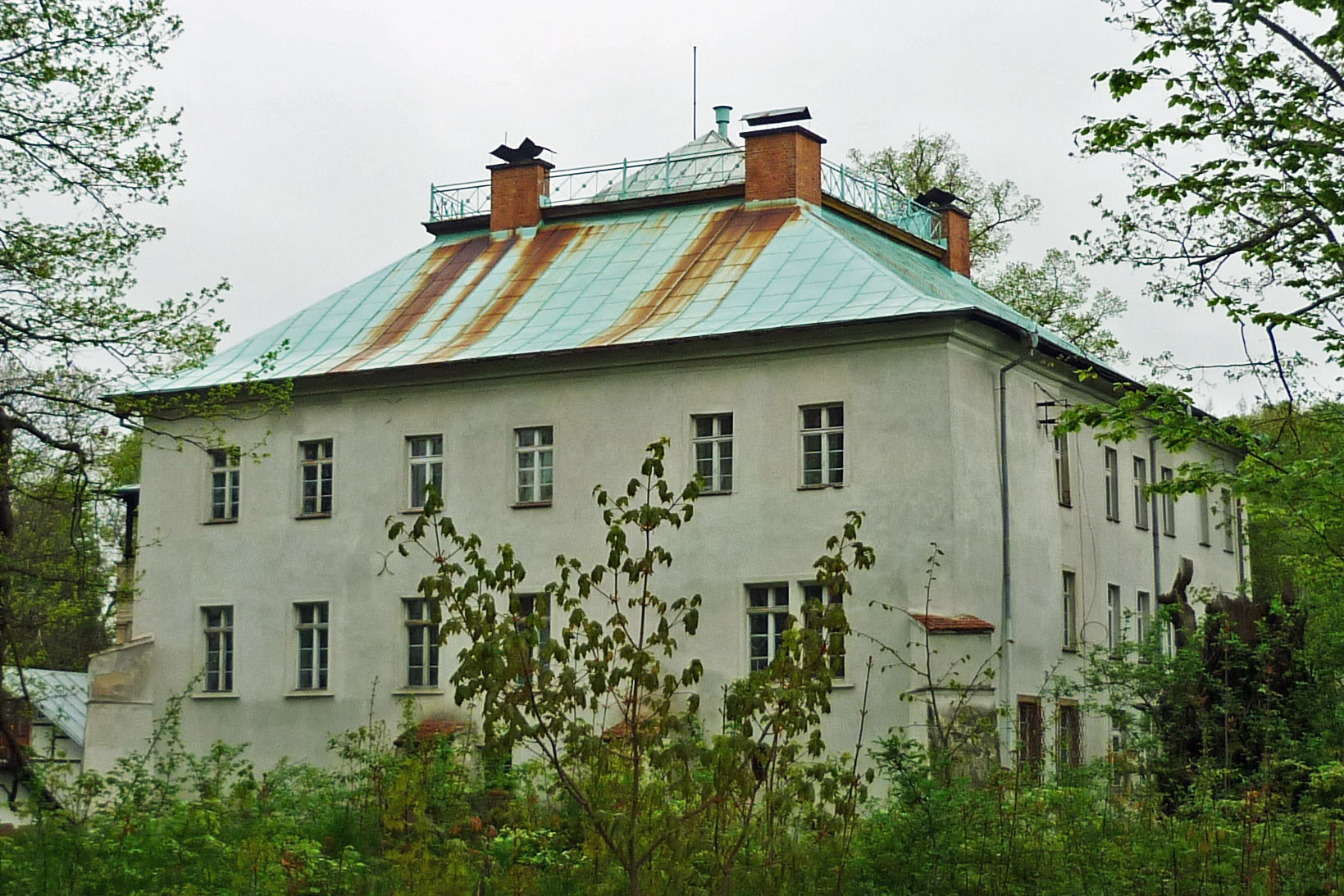
Palác
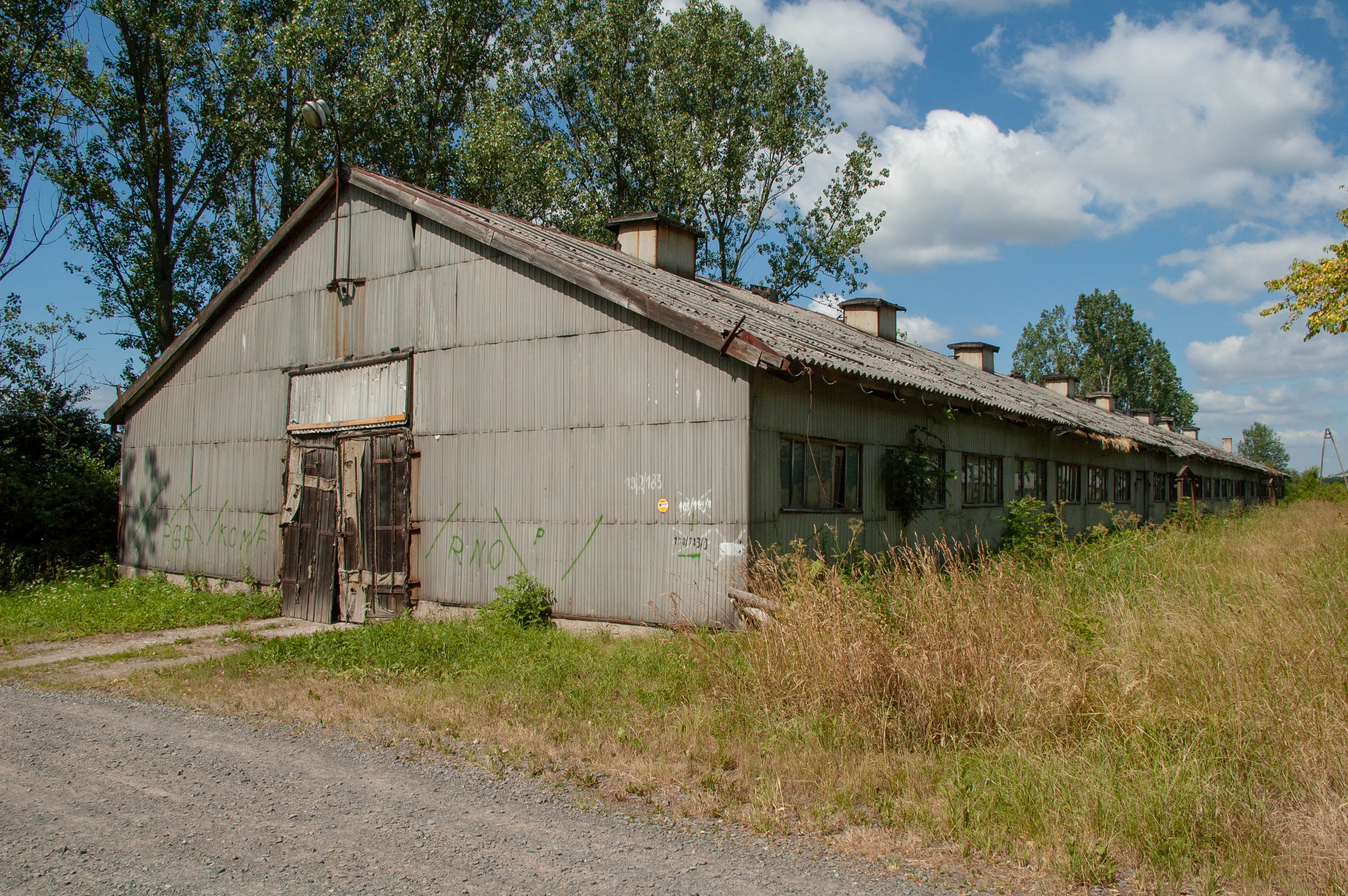
Skladiště
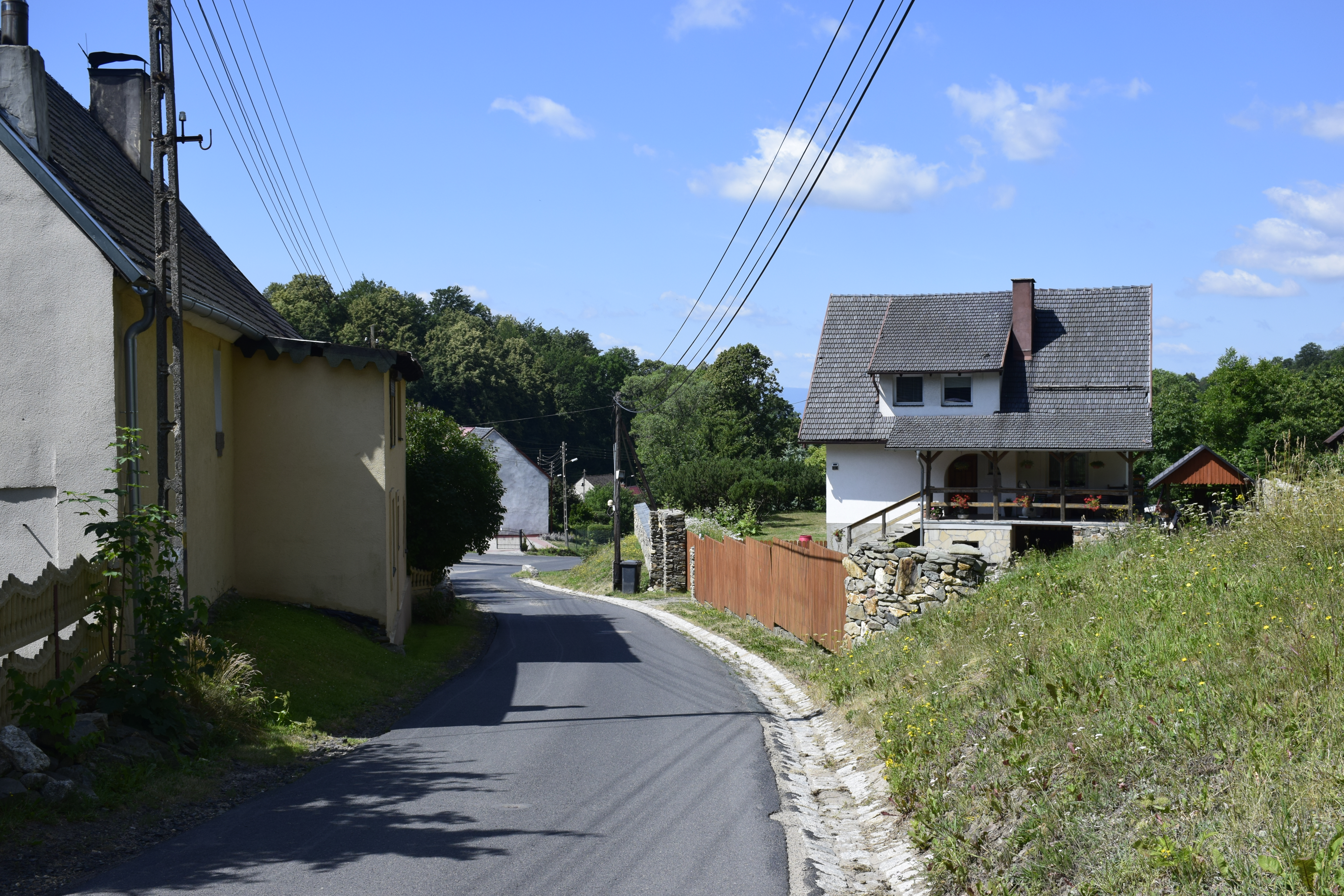
Cesta s domy
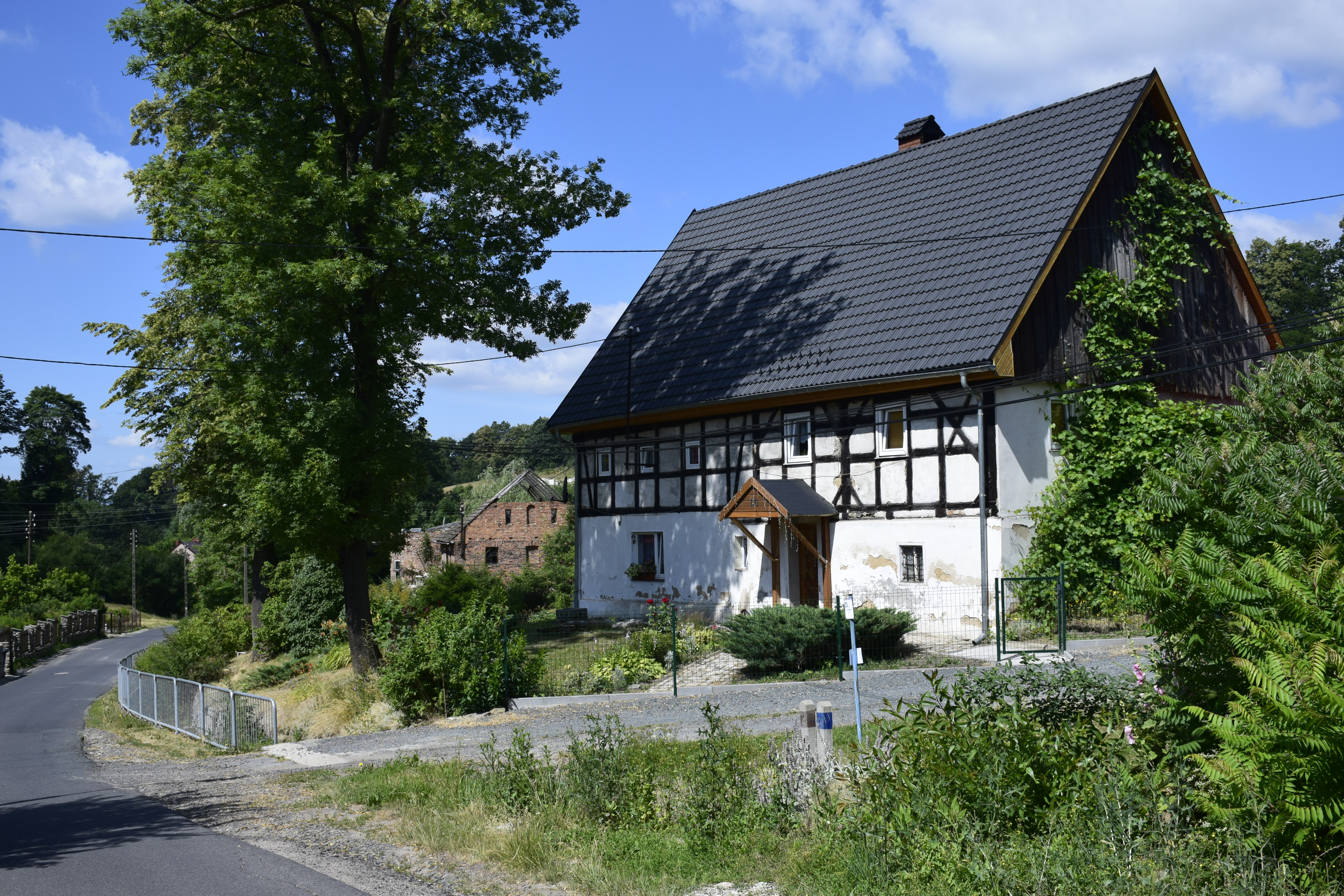
Hrázděný dům u cesty
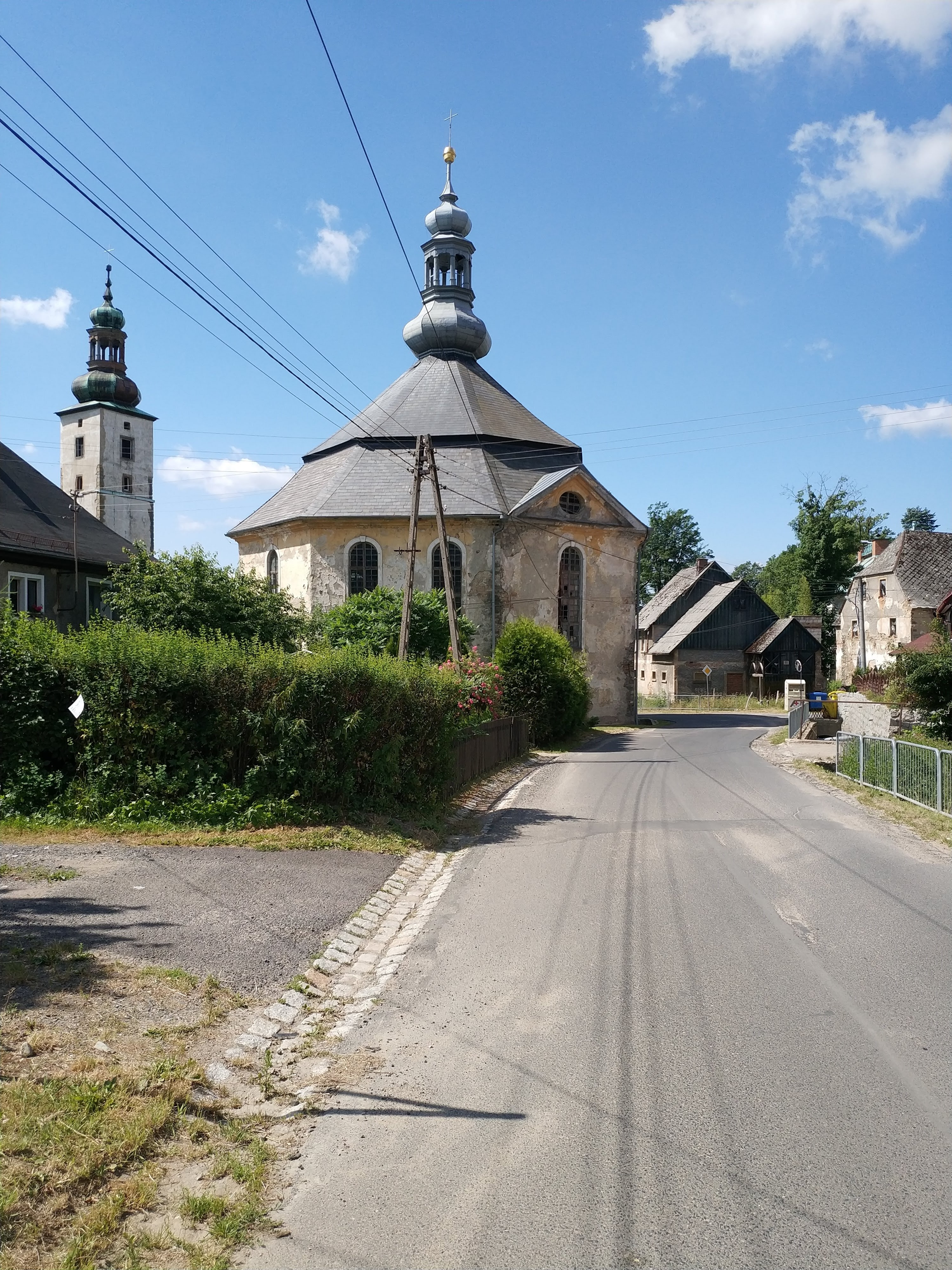
Pohled na kostely zezadu
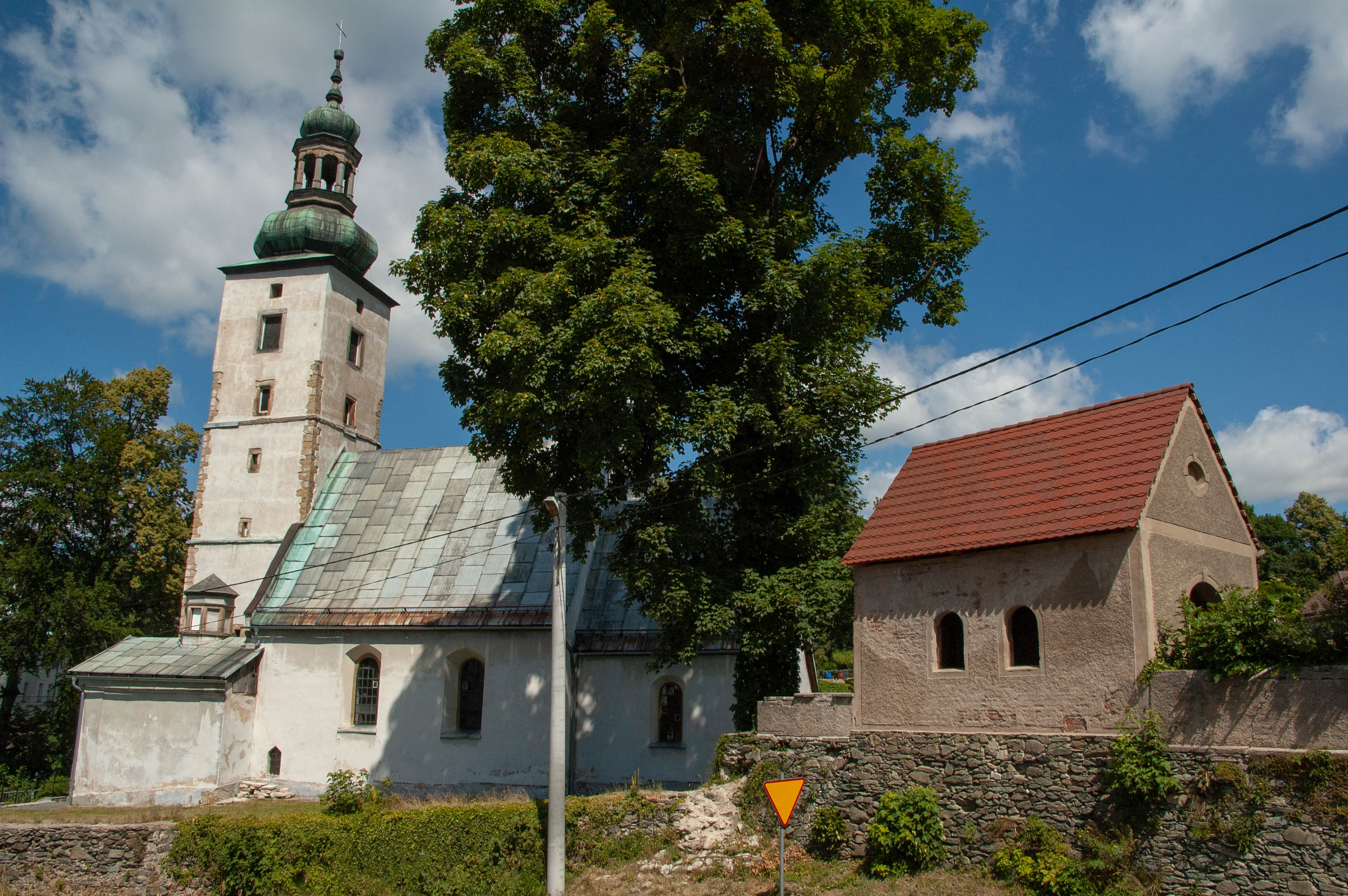
Kostel svatého Jana Křtitele a hřbitovní márnice